# La Racine du cœur
Pour plus de détails, voir Fiche technique et Distribution.
La Racine du cœur (A Raiz do Coração) est un film portugais réalisé par Paulo Rocha, sorti en 2000.

## Synopsis
À Lisbonne, plusieurs personnages se croisent durant les fêtes de saint Antoine de Padoue.

## Fiche technique
- Titre : La Racine du cœur
- Titre original : A Raiz do Coração
- Réalisation : Paulo Rocha
- Scénario : Raquel Freire, Regina Guimarães, Paulo Rocha et Jeanne Waltz
- Musique : José Mário Branco
- Photographie : Elso Roque
- Montage : José Edgar Feldman
- Production : Paulo Rocha et Gérard Vaugeois
- Société de production : Arte France Cinéma, Boomerang Productions, Les Films de l'Atalante, Radiotelevisão Portuguesa et Suma Filmes
- Pays :  Portugal et  France
- Genre : drame
- Durée : 118 minutes
- Dates de sortie : 
  - France : 18 octobre 2000
  - Portugal : 12 janvier 2001

## Distribution
- Luís Miguel Cintra : Catão
- Joana Bárcia : Sílvia
- Isabel Ruth : Ju
- Melvil Poupaud : Vicente Corvo
- Miguel Guilherme : Oscar
- António Durães : Infante
- Filipe Cochofel : Lucas
- Bruno Schiappa : César
- Tony Lima : Mário
- Fernando Heitor : Roberta
- José Manuel Rosado : Filipa
- Fernando Santos : Prazeres
- Pedro Miguel Silva : Joaquina
- Jenny Larrue : Bruna
- Paulo Julião : Marta
- João Carlos Marques : Xana
- Cláudio Almeida : Rosa
- José Manuel Mendes : M. Damas

## Accueil
Bertrand Loutte pour Les Inrockuptibles évoque un film qui « désarçonne par son exubérance, sans pour autant céder à l'indigence ». Stéphane Delorme pour les Cahiers du cinéma estime quant à lui qu'il manque au film « une légèreté qui aurait été indispensable pour faire passer la pilule de ce scénario abracadabrant ».